# ISO 3166-2:VC
ISO 3166-2:VC
この記事は、ISOの3166-2規格の内、VCで始まるものの一覧であり、セントビンセント・グレナディーンの地方のコードである。セントビンセント・グレナディーンの6つの行政教区をすべてをカバーしている。
はじめの「VC」はISO 3166-1によるセントビンセント・グレナディーンの国名コード。その後に続く2文字の数字がそれぞれの行政教区を表している。

## コード
| コード | 行政区画名               | 英語表記      |
| ------ | ------------------------ | ------------- |
| VC-01  | シャーロット教区         | Charlotte     |
| VC-02  | セント・アンドリュー教区 | Saint Andrew  |
| VC-03  | セント・デイヴィッド教区 | Saint David   |
| VC-04  | セント・ジョージ教区     | Saint George  |
| VC-05  | セント・パトリック教区   | Saint Patrick |
| VC-06  | グレナディーン教区       | Grenadines    |